# Chihayafuru Part 3
Chihayafuru Part 3 (ちはやふる 結び) è un film giapponese del 2018 scritto e diretto da Norihiro Koizumi, sequel dei film Chihayafuru Part 1 e Chihayafuru Part 2. È interpretato da Suzu Hirose, Shūhei Nomura e Mackenyu. È il terzo e ultimo capitolo degli adattamenti cinematografici live action della serie manga Chihayafuru - Il gioco di Chihaya, scritti e illustrati da Yuki Suetsugu. Il film è stato annunciato per la prima volta al Sanuki Film Festival 2017.

## Personaggi
- Chihaya Ayase interpretata da Suzu Hirose[3]
- Taichi Mashima interpretato da Shūhei Nomura
- Arata Wataya interpretato da Mackenyu
- Kanade Ōe interpretata da Mone Kamishiraishi
- Yūsei Nishida interpretato da Yūma Yamoto
- Tsutomu Komano interpretato da Yūki Morinaga
- Akihito Sudō interpretato da Hiroya Shimizu
- Sumire Hanano interpretata da Mio Yūki
- Iori Wagatsuma interpretata da Kaya Kiyohara
- Sae interpretata da Ichika Osaki
- Akihiro Tsukuba interpretato da Hayato Sano
- Shinobu Wakamiya interpretata da Mayu Matsuoka
- Hisashi Suo interpretato da Kento Kaku
- Taeko Miyauchi interpretato da Miyuki Matsuda
- Harada Hideo interpretato da Jun Kunimura

## Accoglienza

### Incassi
Il film ha incassato 1.73 miliardi di yen in Giappone.